# Новінка (Вармінсько-Мазурське воєводство)
Новінка (пол. Nowinka, нім. Neuendorf-Kämmereidorf) — село в Польщі, у гміні Толькмицько Ельблонзького повіту Вармінсько-Мазурського воєводства.
Населення — 48 осіб (2011).
У 1975-1998 роках село належало до Ельблонзького воєводства.

## Демографія
Демографічна структура станом на 31 березня 2011 року:
|          | Загалом | Допрацездатний вік | Працездатний вік | Постпрацездатний вік |
| -------- | ------- | ------------------ | ---------------- | -------------------- |
| Чоловіки | 27      | 5                  | 20               | 2                    |
| Жінки    | 21      | 7                  | 13               | 1                    |
| Разом    | 48      | 12                 | 33               | 3                    |